# António-Pedro Vasconcelos
Pour les articles homonymes, voir Vasconcelos.
António-Pedro Vasconcelos, né le 10 mars 1939 à Leiria (Centre, Portugal) et mort le 5 mars 2024 à Lisbonne, est un réalisateur et scénariste portugais.

## Filmographie
- 1967 : Indústria Cervejeira em Portugal (court métrage documentaire)
- 1971 : Fernando Lopes Graça
- 1973 : Perdido por Cem
- 1974 : Adeus, até ao Meu Regresso (pt) (documentaire)
- 1975 : Cantigamente n.º 2 (pt)
- 1976 : Emigrantes... e Depois? (pt) (documentaire)
- 1981 : Oxalá (pt)
- 1984 : O Lugar do Morto
- 1992 : Le Lieutenant Lorena (pt) (Aqui d'El Rei!)
- 1999 : Ras le bol (Jaime)
- 2003 : Les Immortels (Os Imortais)
- 2007 : Call Girl (pt)
- 2010 : A Bela e o Paparazzo (pt)
- 2014 : Os Gatos Não Têm Vertigens (pt)
- 2015 : Amor Impossível (pt)
- 2017 : A Voz e os Ouvidos do MFA
- 2018 : Parque Mayer (pt)

## Distinctions
- 2000 : Globos de Ouro du meilleur film et du meilleur réalisateur pour Ras le bol (Jaime) ;
- 2008 : Globo de Ouro du meilleur film pour Call Girl ;
- 2015 : Prix Sophia du meilleur film et du meilleur réalisateur pour Os Gatos não Têm Vertigens ;
- 2016 : Prix Sophia du meilleur film pour Amor Impossível.